# Кох, Бертольд
Бертольд Кох (нем. Berthold Koch; 22 февраля 1899, Берлин — 2 мая 1988) — немецкий шахматист, международный мастер (1950). Шахматный журналист, редактор журнала «Шах».
Победитель чемпионата по шахматам Советской зоны оккупации Германии 1946 года.
Чемпион ГДР 1952 года. В чемпионате ГДР 1953 года разделил 1-2 места с Р. Фуксом, однако уступил последнему в дополнительном матче. В чемпионатах 1954—1955 гг. поделил 2-3 места.
Победитель чемпионата ГДР по переписке 1959 года. Результаты других соревнований по переписке: 2-й чемпионат мира — 7-9 места, турнир памяти Дикгофа — 3-4 места.
Четырёхкратный чемпион Берлина (1927, 1933, 1946 и 1951).
В составе сборной ГДР участник 2-х Олимпиад: 1952 (играл на 1-й доске) и 1956 (играл на 1-й резервной доске).